# Pareurythoe borealis
Pareurythoe borealis é uma espécie de anelídeo pertencente à família Amphinomidae.
A autoridade científica da espécie é M. Sars, tendo sido descrita no ano de 1862.
Trata-se de uma espécie presente no território português, incluindo a sua zona económica exclusiva.